# 稲麻竹葦
稲麻竹葦（とうまちくい）は、中国や日本に伝わる四字熟語、ことわざの一種である。

## 概要
法華経の「方便品」によれば、稲、麻、竹、葦が皆群生する植物である事から、物が沢山ある、多くの人や物が入り乱れるように群がっている、またはそれらに何重にも取り囲まれている、という意味である。

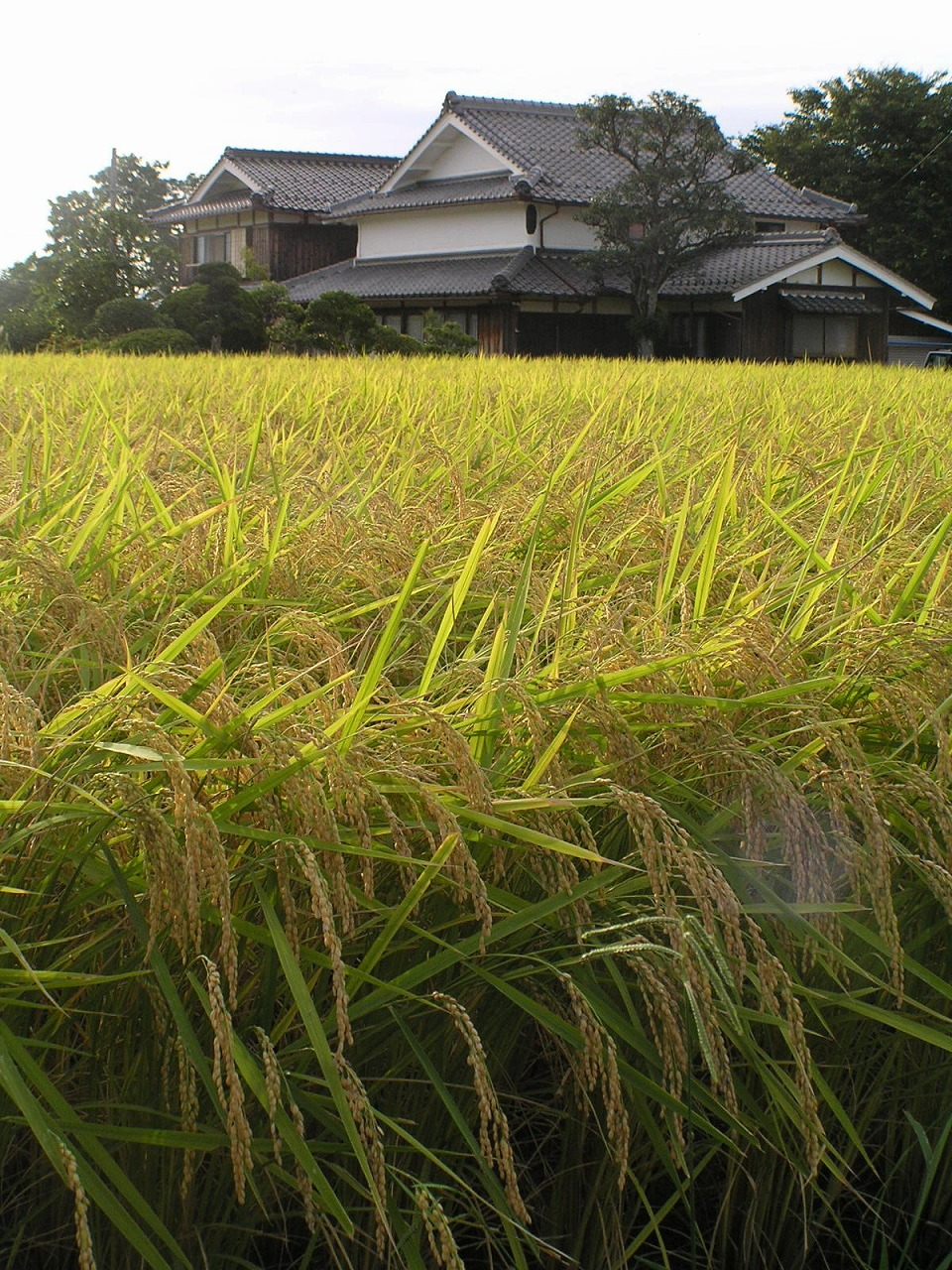
稲
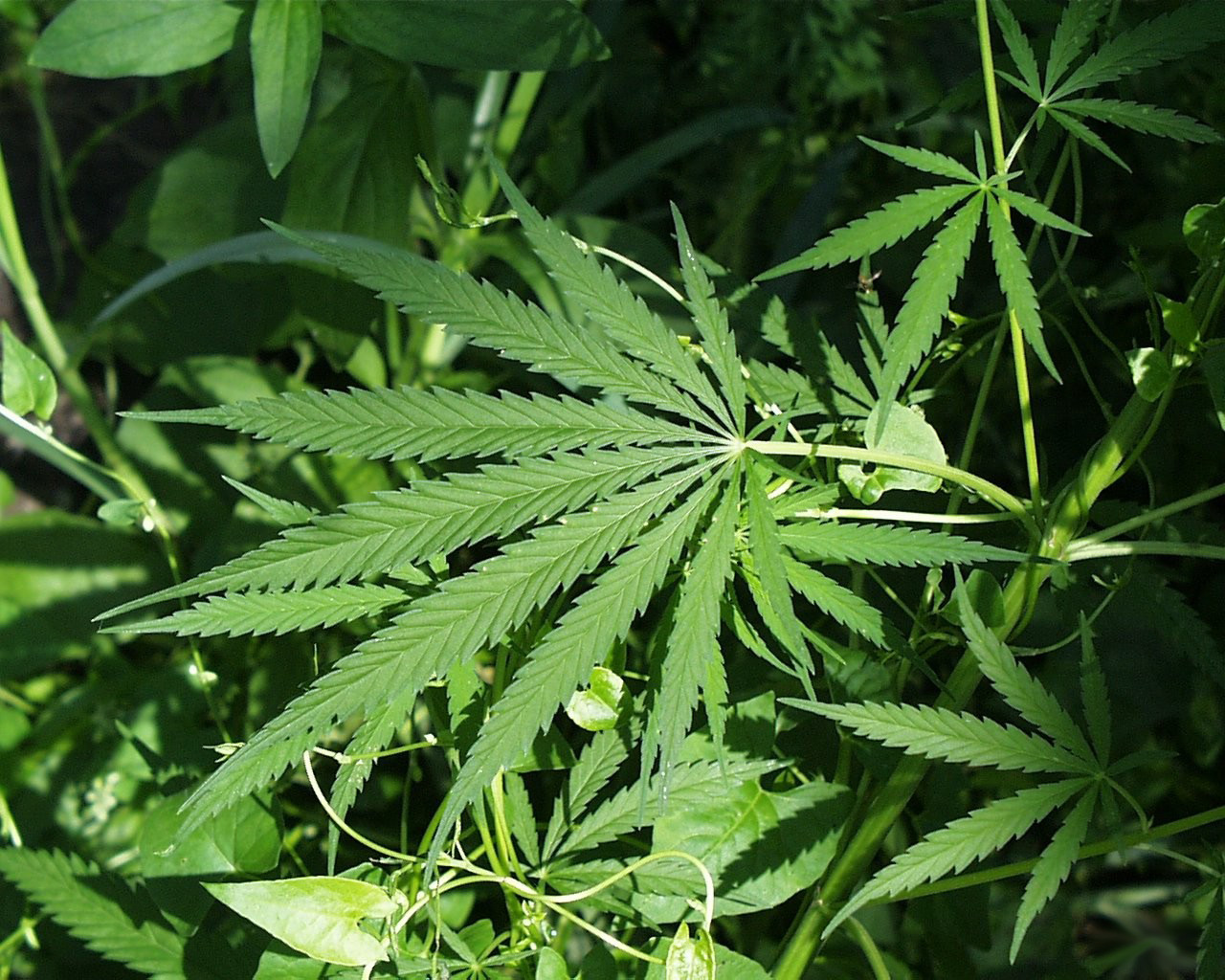
麻
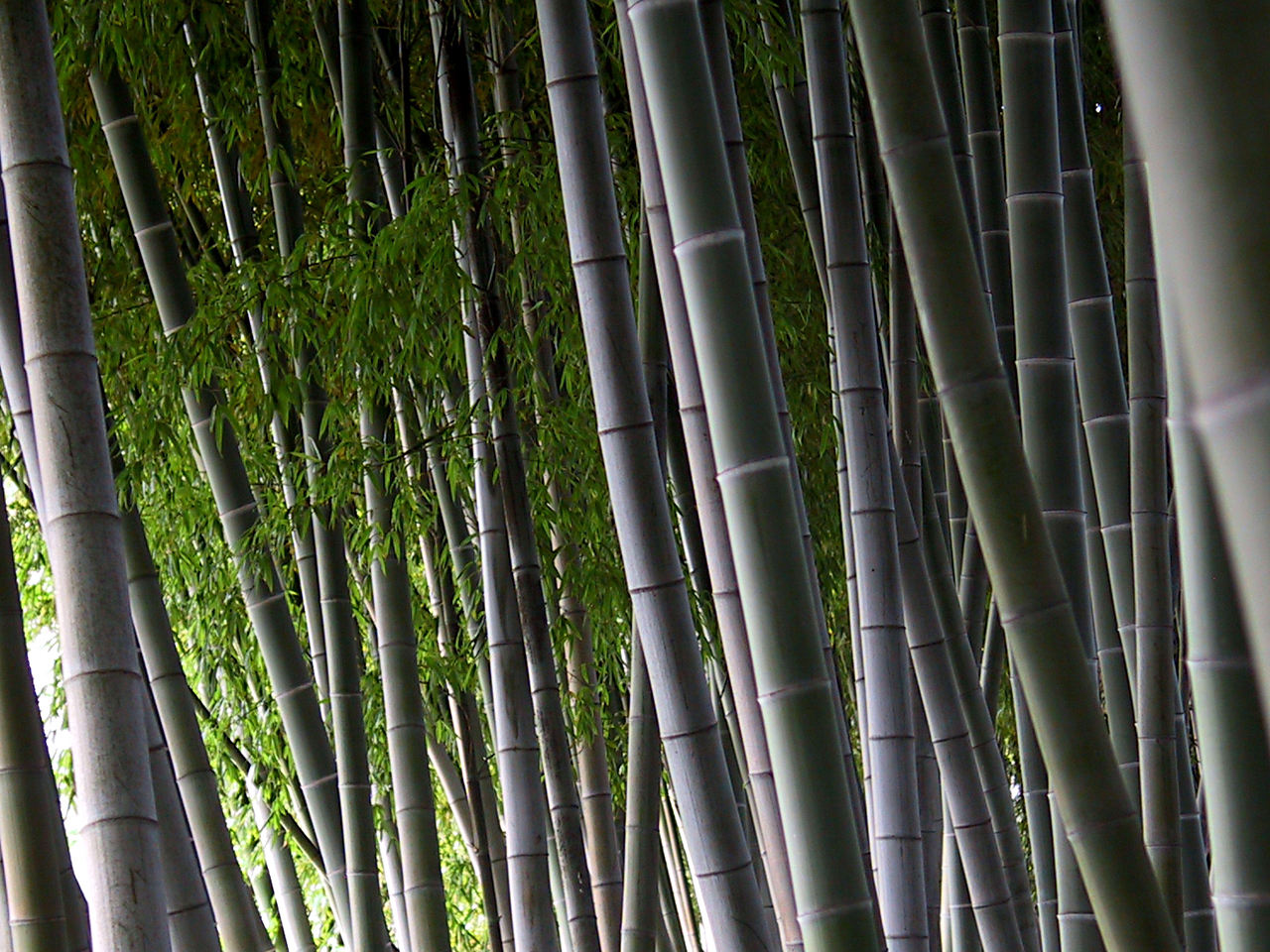
竹
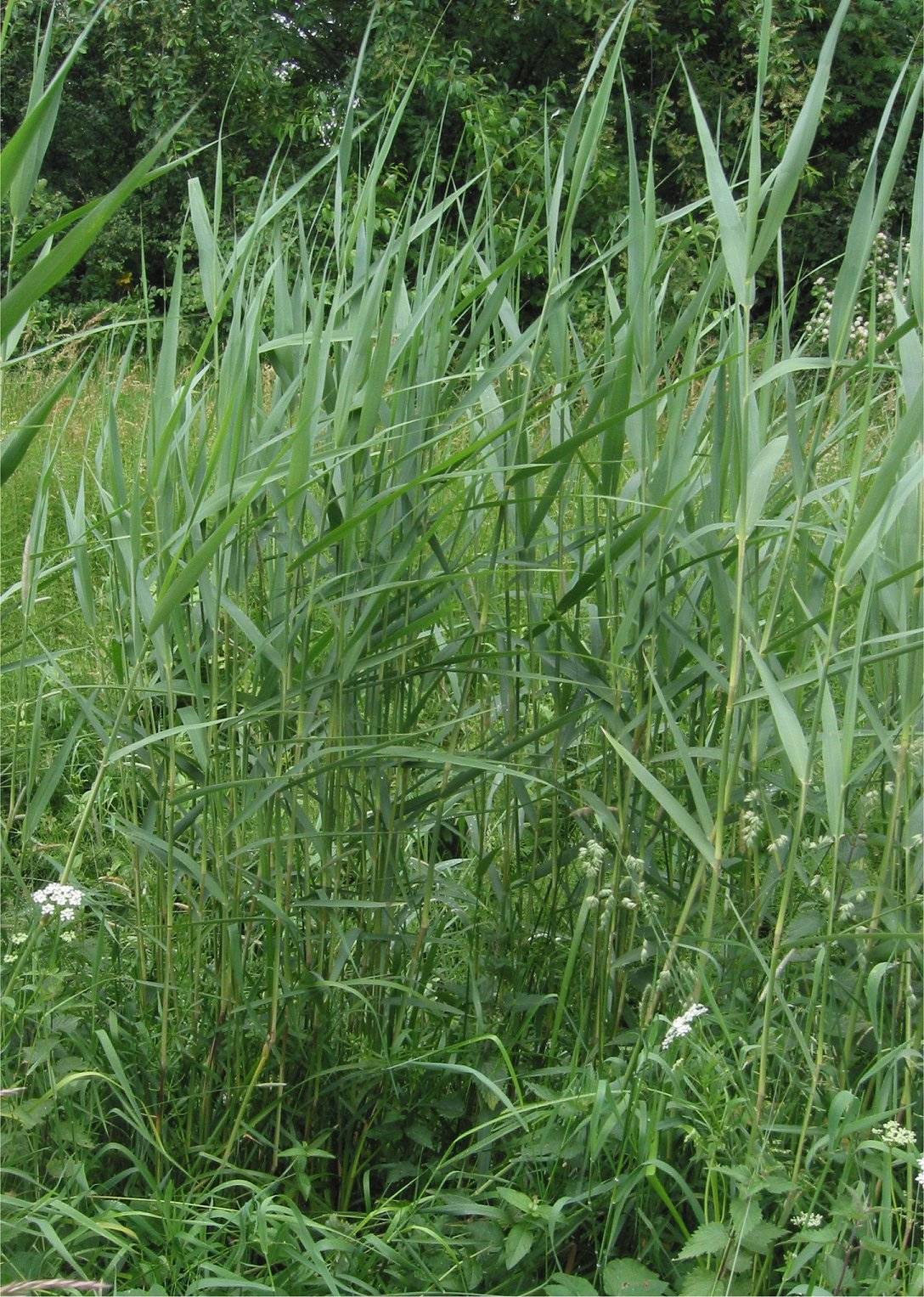
葦